# 11. travnja
11. travnja (11. 4.) 101. je dan godine po gregorijanskom kalendaru (102. u prijestupnoj godini).
Do kraja godine imaju još 264 dana.

## Događaji
- 1241. – Mongoli su pod vodstvom Batu-kana i Subudaja skršili mađarsku vojsku kralja Béle IV.
- 1693. –  Osmanski sultan donio je uredbu kojom katolici za crkveno vjenčanje moraju tražiti dopuštenje pećkog pravoslavnog patrijarha i za to platiti veliku novčanu daću. Uredba je poput mnogih sličnih vrlo pogodovala širenju pravoslavlja na štetu katoličanstva. Pridonijela je dodatnom iseljavanju katoličkog puka u Mletačku Republiku. Većina je Hrvata pobjegla ka slobodnom teritoriju Cetinske krajine.
- 1713. – mirovni ugovor iz Utrechta, svršetak rata za španjolsku baštinu.
- 1814. – Napoleon je abdicirao i prognan je na otok Elbu (Italija).
- 1915. – počelo prikazivanje Chaplinova legendarnog filma "Skitnica".
- 1921. – Osnovan je Hašemitski Emirat Transjordanija, danas Jordan.
- 1945. – Drugi svjetski rat: Američke trupe oslobodile koncentracijski logor Buchenwald (Njemačka).
- 1975. – S vlasti je svrgnut ugandski diktator Idi Amin Dada.
- 1991. – Teroristički napad u Zadru koju je izvela velikosrpska peta kolona.

| - 146. – Septimije Sever, rimski car († 211.) - 1348. – Andronik IV. Paleolog, bizantski car († 1385.) - 1357. – Ivan I., portugalski kralj († 1433.) - 1755. – James Parkinson, britanski liječnik († 1824.) - 1873. – Aleks Stavri Drenova, albanski književnik († 1947.) - 1875. – Ivan Baša, slovenski pisac († 1931.) - 1919. – Albertina Berkenbrock, brazilska mučenica († 1931.) - 1920. – Emilio Colombo, talijanski političar († 2013.) - 1930. – Anton LaVey, američki pisac i okultist († 1997.) - 1931. – Dražen Boić, hrvatski pijanist i skladatelj († 2013.) - 1944. – John Milius, američki redatelj - 1953. – Branimir Johnny Štulić, hrvatski pjevač i osnivač grupe Azra - 1966. – Lisa Stansfield, britanska pjevačica i glumica - 1971. – Oliver Riedel, njemački glazbenik - 1981. – Alessandra Ambrosio, brazilska manekenka - 1984. – Nikola Karabatić, francuski rukometaš | - 678. – Donus, papa - 1034. – Roman III. Argir, bizantski car (* o. 968.) - 1079. – Stanislav Krakovski, poljski svetac (* 1030.) - 1165. – Stjepan IV., hrvatsko-ugarski kralj (* o. 1132.) - 1514. – Bramante, talijanski graditelj i slikar (* 1444.) - 1804. – Mikloš Küzmič slovenski pisac, prevoditelj i katolički svećenik u Mađarskoj - 1895. – Julius Lothar von Meyer, njemački kemičar (* 1830.) - 1903. – Gemma Galgani, svetica Katoličke Crkve (* 1878.) - 1908. – Henry Bird, engleski šahist (* 1830.) - 1918. – Otto Wagner, austrijski arhitekt (* 1841.) - 1977. – Jacques Prévert, francuski pjesnik (* 1900.) - 1985. – Enver Hoxha, albanski političar (* 1908.) - 1987. – Erskine Caldwell, američki književnik (* 1903.) - 2002. – Branko Bauer, hrvatski redatelj (* 1921.) - 2007. – Kurt Vonnegut, američki književnik (* 1922.) - 2012. – Ahmed Ben Bella, alžirski političar (* 1916.) - 2013. – Maria Tallchief, američka balerina (* 1925.) |

## Blagdani i spomendani
- Maraški petak na otoku Hvaru
- Svjetski dan Parkinsonove bolesti